# Agrimonia eupatoria

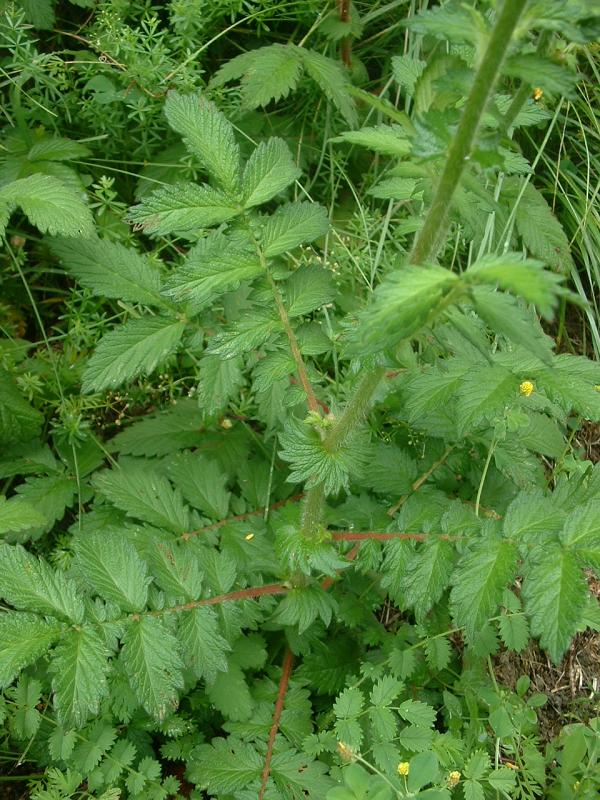
Vista de la planta

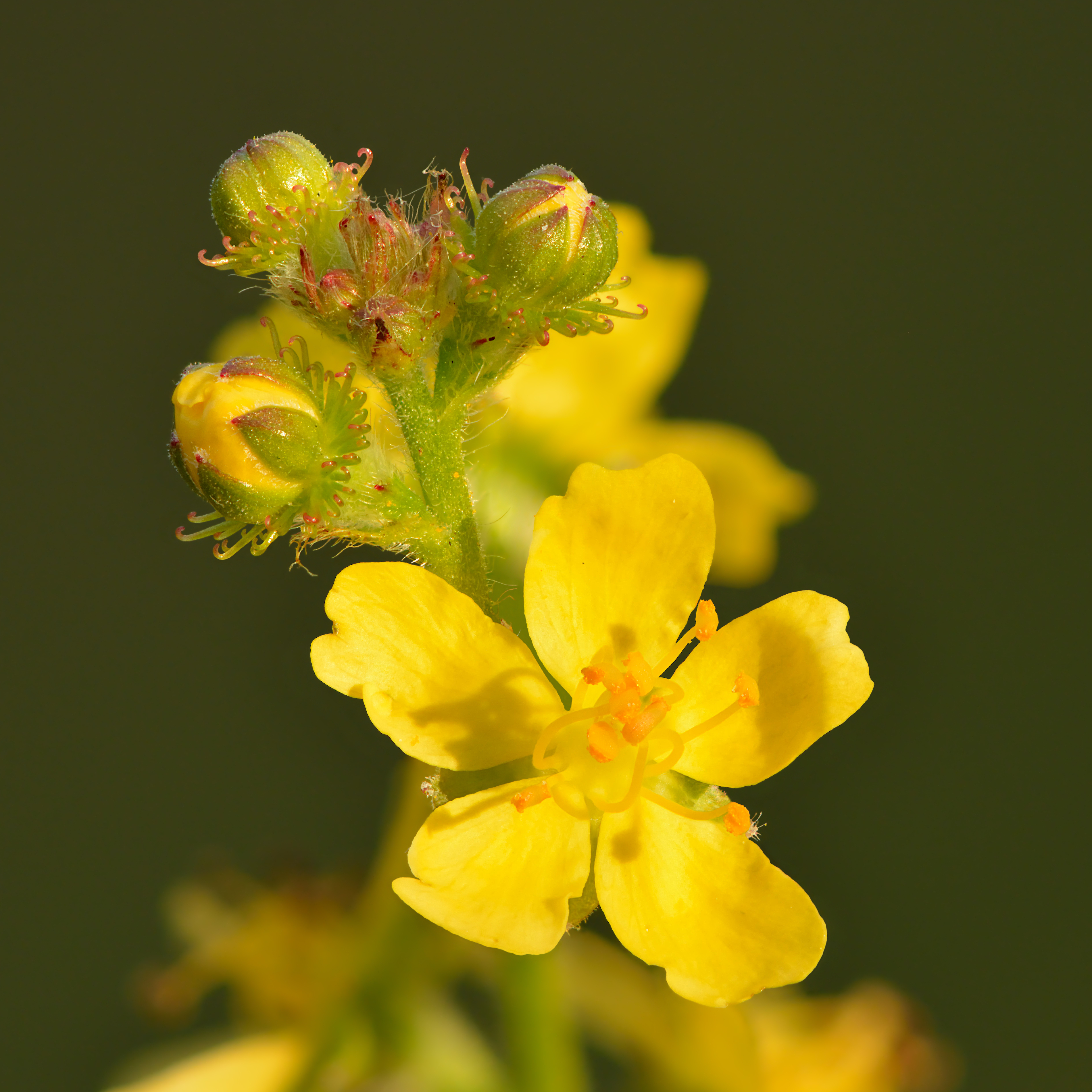
Flor

Agrimonia eupatoria L. (o hierba de San Guillermo en España donde es muy común) es una planta que habita en terrenos arcillosos, en lugares soleados junto a cultivos, setos o pendientes y árboles como encinas o robles.

## Descripción
Planta herbácea perenne de la familia de las rosáceas, tiene un pequeño rizoma, es vellosa, de tallo erecto, hojas compuestas de tres a seis pares y flores amarillas de cinco pétalos agrupadas en largas espigas. Mide de 2 a 10 dm y puede autopolinizarse.

## Taxonomía
Agrimonia eupatoria fue descrita por Carlos Linneo y publicado en Species Plantarum 1: 448, en el año 1753.
Etimología
Agrimonia: nombre genérico que tanto el The Jepson Manual como Philip Alexander Munz en A Flora of Southern California postulan que deriva del griego argema, para "ojos enfermos", aunque no se puede encontrar ninguna referencia de que la agrimonia haya sido utilizada para las enfermedades oculares. Otra posibilidad es que se trata de una mención de algún otro epíteto, tal vez argemone, un antiguo nombre utilizado por Dioscórides y Plinio el Viejo para la amapola, o argemonion , un nombre que Dioscórides aplica a la Anemone. Estos dos derivaciones en realidad podría refieran a la misma cosa porque argemone es supuestamente una palabra dada por los griegos a las plantas que sanaban los ojos. Umberto Quattrocchi también sugiere la explicación menos probable de que podría ser del griego agros = "de campo o tierra abierta", y monos = "solamente, solo".
eupatoria: epíteto latíno que significa "de Eupatorium"
Citología
Número de cromosomas de Agrimonia eupatoria (Fam. Rosaceae) y táxones infraespecíficos: 
n=15. n=14
Sinonimia
- Agrimonia canescens Dumort.
- Agrimonia elata Salisb.
- Agrimonia grandis (Andrz. ex Asch. & Graebn.) Dobrocz.
- Agrimonia grandis Andrz. in C.A.Mey.
- Agrimonia minor Mill.
- Agrimonia officinalis Lam. ex Poir. in Lam.
- Agrimonia officinarum Lam.
- Agrimonia sessiliflora Dumort.
- Agrimonia sulcata Dulac
- Agrimonia vulgaris Gray
- Eupatorium dioscoridis Bubani[6]
- Agrimonia bracteosa E. Mey.[7]

Nombres comunes
- Castellano: agrimoña, agrimonia, agrimonia común, algafete, algafil, algaphite, alimonia, amores, amores pequeños, amoricos, arquimonia, cabsitiella, cafal, cafet, cafil, caillos bordes, caphith, esmermasangre, eupatoria, eupatorio de Dioscórides, eupatorio de los griegos, gafetí, gafeti, helecho, hierba bacera, hierba de la gallina, hierba del podador, hierba de San Guillermo, mermasangre, merma-sangre, oraga, serverola, yerba-bacera, yerba del podador, yerba de San Guillermo.[6]

## Propiedades
Su nombre proviene del rey Mitrídates eupator, estudioso de las plantas medicinales. En la antigüedad se utilizaban el tanino y el aceite esencial que contienen tallos y raíces.
Es muy apreciada por sus propiedades medicinales y ya en tiempos de Plinio el Viejo y Dioscórides se la utilizaba en infusión para las afecciones de hígado. Tiene propiedades astringentes y descongestionantes del sistema digestivo y las vías hepáticas y renales. Se la emplea también contra la disentería y la diarrea.
Principios activos: contiene trazas de aceite esencial, principios amargos tipo glucosídico, ácido salicílico, ácido silícico, ácido esteárico, ácido nicotínico, vitamina K y quercitrina. En las hojas se han encontrado compuestos triterpénicos.
Tiene propiedades como astringente, tónico y diurético. En la medicina popular europea tuvo gran importancia en el tratamiento de la ictericia, debido a su contenido en tanino.
Se utiliza para hacer gárgaras contra la faringitis o amigdalitis, así como para el tratamiento de la diarrea.
 Aviso médico